# Roberto Delgado & Orquesta
Roberto Delgado & Orquesta é uma orquestra de salsa panamenha formada na Cidade do Panamá. O líder da banda é Roberto Delgado. A banda lançou cinco álbuns de estúdio e desde o lançamento do álbum La Rosa de los Vientos (1996) do cantor e compositor Rubén Blades, o conjunto tornou-se sua banda de apoio na maioria de seus projetos. Os álbuns seguintes incluíram Son de Panamá (2015), que recebeu o Grammy Latino de Melhor Álbum de Salsa e o Grammy de Melhor Álbum Tropical Latino, e Salsa Big Band (2017), que recebeu o Prêmio Grammy Latino por Melhor Álbum de Salsa e Álbum do Ano, e o Prêmio Grammy de Melhor Álbum Tropical Latino.

## Membros
- Roberto Delgado —  diretor musical, produtor, arranjador, baixo e backing vocals
- Juan Berna — piano
- Marcos Barraza —  congas e backing vocals
- Carlos Pérez-Bidó — timbales e backing vocals
- Raúl "Toto" Rivera —  bongó, güiro, maracás e campana
- Ademir Berrocal —  bateria, bongó, campana e backing vocals
- Luis Enrique Becerra —  teclado e backing vocals
- Juan Carlos "Wichy" López —  trompete
- Alejandro "Chichisín" Castillo —  trompete e trombone
- Francisco Delvecchio —  trombone
- Avenicio "Pin" Núñez —  trombone
- Idígoras Bethancourt —  trombone
- Carlos Ubarte; baritone —  saxofone

## Discografia
- Rubén Blades presenta a Roberto Delgado (1996)
- Roberto Delgado & Orquesta (2004)
- Roberto Delgado y su Orquesta... En Vivo (2008)
- Son de Panamá (2015)
- Salsa Big Band (2017)
- SALSWING! (2021)
- SALSA PLUS! (2021)
- SWING! (2021)